# Carnaval de Rio 2018
Cette page répertorie les participants de tous les carnavals de Rio 2018.

## Défilé
| Groupe Spécial                        |
| Império Serrano                       |
| São Clemente                          |
| Unidos de Vila Isabel                 |
| Paraíso do Tuiuti                     |
| Acadêmicos do Grande Rio              |
| Estação Primeira de Mangueira         |
| Mocidade Independente de Padre Miguel |
| Groupe Spécial                        |
| Unidos da Tijuca                      |
| Portela                               |
| União da Ilha do Governador           |
| Acadêmicos do Salgueiro               |
| Imperatriz Leopoldinense              |
| Beija-Flor                            |
| Série A                               |
| Unidos de Bangu                       |
| Império da Tijuca                     |
| Acadêmicos do Sossego                 |
| Unidos do Porto da Pedra              |
| Renascer de Jacarepaguá               |
| Estácio de Sá                         |
| Série A                               |
| Alegria da Zona Sul                   |
| Acadêmicos de Santa Cruz              |
| Unidos do Viradouro                   |
| Acadêmicos da Rocinha                 |
| Acadêmicos do Cubango                 |
| Inocentes de Belford Roxo             |
| Unidos de Padre Miguel                |
| Série B                               |
| Acadêmicos de Vigário Geral           |
| Unidos da Ponte                       |
| Arame de Ricardo                      |
| Tradição                              |
| Em Cima da Hora                       |
| Unidos das Vargens                    |
| Unidos do Cabuçu                      |
| Unidos do Jacarezinho                 |
| Lins Imperial                         |
| Vizinha Faladeira                     |
| Acadêmicos do Engenho da Rainha       |
| União do Parque Curicica              |
| Série C                               |
| Arranco                               |
| Rosa de Ouro                          |
| Boca de Siri                          |
| Sereno de Campo Grande                |
| Unidos da Vila Kennedy                |
| Unidos de Lucas                       |
| Leão de Nova Iguaçu                   |
| Império da Uva                        |
| União de Maricá                       |
| Favo de Acari                         |
| Difícil é o Nome                      |
| Unidos de Vila Santa Tereza           |
| Mocidade Unida do Santa Marta         |
| Série D                               |
| Corações Unidos do Jardim Bangu       |
| Unidos de Cosmos                      |
| Império Ricardense                    |
| Acadêmicos da Abolição                |
| Mocidade Independente de Inhaúma      |
| Alegria do Vilar                      |
| Chatuba de Mesquita                   |
| Tupy de Brás de Pina                  |
| Unidos da Villa Rica                  |
| Arrastão de Cascadura                 |
| União de Jacarepaguá                  |
| Acadêmicos de Madureira               |
| Flor da Mina do Andaraí               |
| Série E                               |
| Independente da Praça da Bandeira     |
| Mocidade Unida da Cidade de Deus      |
| Independentes de Olaria               |
| Boêmios de Inhaúma                    |
| Gato de Bonsucesso                    |
| Acadêmicos do Dendê                   |
| União de Campo Grande                 |
| Embalo do Engenho Novo                |
| Unidos de Manguinhos                  |
| Feitiço do Rio                        |
| Mensageiros da Paz                    |
| Nação Insulana                        |
| Colibri                               |
| Mocidade de Vicente de Carvalho       |

## Résultats
| Groupe Spécial |                                       |       |                        |
| Pos            | Samba schools                         | Pts   | Classification Relégué |
| 1              | Beija-Flor                            | 269.6 | Champion Carnaval      |
| 2              | Paraíso do Tuiuti                     | 269.5 | Resté Groupe Spécial   |
| 3              | Acadêmicos do Salgueiro               | 269.5 | Resté Groupe Spécial   |
| 4              | Portela                               | 269.4 | Resté Groupe Spécial   |
| 5              | Estação Primeira de Mangueira         | 269.3 | Resté Groupe Spécial   |
| 6              | Mocidade Independente de Padre Miguel | 269.3 | Resté Groupe Spécial   |
| 7              | Unidos da Tijuca                      | 269.1 | Resté Groupe Spécial   |
| 8              | Imperatriz Leopoldinense              | 268.8 | Resté Groupe Spécial   |
| 9              | Unidos de Vila Isabel                 | 268.1 | Resté Groupe Spécial   |
| 10             | União da Ilha do Governador           | 267.3 | Resté Groupe Spécial   |
| 11             | São Clemente                          | 266.9 | Resté Groupe Spécial   |
| 12             | Acadêmicos do Grande Rio ,            | 266.8 | Resté Groupe Spécial   |
| 13             | Império Serrano,                      | 265.6 | Resté Groupe Spécial   |
| Série A        |                                       |       |                        |
| Pos            | Samba schools                         | Pts   | Classification Relégué |
| 1              | Unidos do Viradouro                   | 269.6 | Promus Groupe Spécial  |
| 2              | Unidos de Padre Miguel                | 269.4 | Resté Série A          |
| 3              | Unidos do Porto da Pedra              | 269   | Resté Série A          |
| 4              | Inocentes de Belford Roxo             | 268.2 | Resté Série A          |
| 5              | Acadêmicos do Cubango                 | 268   | Resté Série A          |
| 6              | Estácio de Sá                         | 267.5 | Resté Série A          |
| 7              | Império da Tijuca                     | 267.4 | Resté Série A          |
| 8              | Alegria da Zona Sul                   | 266.2 | Resté Série A          |
| 9              | Renascer de Jacarepaguá               | 266.2 | Resté Série A          |
| 10             | Acadêmicos de Santa Cruz              | 265.7 | Resté Série A          |
| 11             | Acadêmicos da Rocinha                 | 265.4 | Resté Série A          |
| 12             | Unidos de Bangu                       | 264.3 | Resté Série A          |
| 13             | Acadêmicos do Sossego                 | 263.7 | Resté Série A          |
| Série B        |                                       |       |                        |
| Pos            | Samba schools                         | Pts   | Classification Relégué |
| 1              | Unidos da Ponte                       | 269.3 | Promus Série A         |
| 2              | União do Parque Curicica              | 269.2 | Resté Série B          |
| 3              | Tradição                              | 269   | Resté Série B          |
| 4              | Vizinha Faladeira                     | 269   | Resté Série B          |
| 5              | Acadêmicos do Engenho da Rainha       | 268.9 | Resté Série B          |
| 6              | Lins Imperial                         | 268.7 | Resté Série B          |
| 7              | Em Cima da Hora                       | 268.6 | Resté Série B          |
| 8              | Arame de Ricardo                      | 268.6 | Resté Série B          |
| 9              | Acadêmicos de Vigário Geral           | 268.5 | Resté Série B          |
| 10             | Unidos do Cabuçu                      | 268.3 | Relégué Série C        |
| 11             | Unidos das Vargens                    | 268.1 | Relégué Série C        |
| 12             | Unidos do Jacarezinho                 | 267.1 | Relégué Série C        |
| Série C        |                                       |       |                        |
| Pos            | Samba schools                         | Pts   | Classification Relégué |
| 1              | União de Maricá                       | 269   | Promus Série B         |
| 2              | Boca de Siri                          | 268.9 | Promus Série B         |
| 3              | Unidos de Lucas                       | 268.7 | Promus Série B         |
| 4              | Império da Uva                        | 268.6 | Resté Série C          |
| 5              | Arranco                               | 268.6 | Resté Série C          |
| 6              | Sereno de Campo Grande                | 268.5 | Resté Série C          |
| 7              | Unidos da Vila Kennedy                | 268.4 | Resté Série C          |
| 8              | Difícil é o Nome                      | 267.5 | Resté Série C          |
| 9              | Unidos da Vila Santa Tereza           | 267.4 | Resté Série C          |
| 10             | Favo de Acari                         | 266.5 | Resté Série C          |
| 11             | Leão de Nova Iguaçu                   | 266.2 | Relégué Série D        |
| 12             | Mocidade Unida do Santa Marta         | 264.6 | Relégué Série D        |
| 13             | Rosa de Ouro                          | 264.4 | Relégué Série D        |
| 14             | Caprichosos de Pilares                | 0.0   | Relégué Série D        |
| Série D        |                                       |       |                        |
| Pos            | Samba schools                         | Pts   | Classification Relégué |
| 1              | Unidos da Villa Rica                  | 269.5 | Promus Série C         |
| 2              | Acadêmicos de Madureira               | 269.4 | Promus Série C         |
| 3              | Corações Unidos do Jardim Bangu       | 269.3 | Promus Série C         |
| 4              | União de Jacarepaguá                  | 269.1 | Resté Série D          |
| 5              | Acadêmicos da Abolição                | 269   | Resté Série D          |
| 6              | Chatuba de Mesquita                   | 268.9 | Resté Série D          |
| 7              | Tupy de Brás de Pina                  | 268.2 | Resté Série D          |
| 8              | Império Ricardense                    | 268.1 | Resté Série D          |
| 9              | Unidos de Cosmos                      | 267.6 | Resté Série D          |
| 10             | Arrastão de Cascadura                 | 267.3 | Relégué Série E        |
| 11             | Flor da Mina do Andaraí               | 267.3 | Relégué Série E        |
| 12             | Mocidade Independente de Inhaúma      | 226.7 | Relégué Série E        |
| 13             | Alegria do Vilar                      | 131.5 | Relégué Série E        |
| 14             | Coroado de Jacarepaguá                | 0.0   | Relégué Série E        |
| Série E        |                                       |       |                        |
| Pos            | Samba schools                         | Pts   | Classification Relégué |
| 1              | Independentes de Olaria               | 179.6 | Promus Série D         |
| 2              | Mocidade de Vicente de Carvalho       | 179.4 | Promus Série D         |
| 3              | Independente da Praça da Bandeira     | 179.3 | Promus Série D         |
| 4              | Embalo do Engenho Novo                | 179.2 | Resté Série E          |
| 5              | Feitiço do Rio                        | 178.1 | Resté Série E          |
| 6              | União de Campo Grande                 | 177.8 | Resté Série E          |
| 7              | Unidos de Manguinhos                  | 177.7 | Resté Série E          |
| 8              | Mensageiros da Paz                    | 177.7 | Resté Série E          |
| 9              | Acadêmicos do Dendê                   | 177.5 | Resté Série E          |
| 10             | Mocidade Unida da Cidade de Deus      | 175.6 | Resté Série E          |
| 11             | Colibri                               | 175.5 | Suspendue              |
| 12             | Nação Insulana                        | 175.1 | Suspendue              |
| 13             | Boêmios de Inhaúma                    | 166   | Suspendue              |
| 14             | Gato de Bonsucesso                    | 164.2 | Suspendue              |
| 15             | União de Vaz Lobo                     | 0.0   | Suspendue              |

## Discographie de Samba Enredo
| Groupe Spécial                        |                        |
| Piste                                 | Interprète             |
| École                                 |                        |
| Mocidade Independente de Padre Miguel | Wander Pires           |
| Portela                               | Gilsinho               |
| Acadêmicos do Salgueiro               | Tuninho Júnior         |
| Estação Primeira de Mangueira         | Ciganerey              |
| Acadêmicos do Grande Rio              | Emerson Dias           |
| Beija-Flor                            | Neguinho da Beija-Flor |
| Imperatriz Leopoldinense              | Arthur Franco          |
| União da Ilha do Governador           | Ito Melodia            |
| São Clemente                          | Leozinho Nunes         |
| Unidos de Vila Isabel                 | Igor Sorriso           |
| Unidos da Tijuca                      | Tinga                  |
| Paraíso do Tuiuti                     | Grazzi Brasil          |
| Império Serrano                       | Marquinho Art'Samba    |
| Série A                               |                        |
| Piste                                 | Interprète             |
| École                                 |                        |
| Unidos do Viradouro                   | Zé Paulo Sierra        |
| Estácio de Sá                         | Serginho do Porto      |
| Unidos de Padre Miguel                | Pixulé                 |
| Unidos do Porto da Pedra              | Luizinho Andanças      |
| Acadêmicos da Rocinha                 | Leléu                  |
| Império da Tijuca                     | Daniel Silva           |
| Acadêmicos do Cubango                 | Evandro Malandro       |
| Inocentes de Belford Roxo             | Anderson Paz           |
| Renascer de Jacarepaguá               | Diego Nicolau          |
| Acadêmicos do Sossego                 | Nêgo                   |
| Acadêmicos de Santa Cruz              | Roninho                |
| Alegria da Zona Sul                   | Igor Vianna            |
| Unidos de Bangu                       | Thiago Brito           |
| Série B                               |                        |
| Piste                                 | Interprète             |
| École                                 |                        |
| Acadêmicos de Vigário Geral           | Marcelo Riva           |
| Unidos da Ponte                       | Vinicius Machado       |
| Arame de Ricardo                      | Zé Paulo Miranda       |
| Tradição                              | Marquinhos Silva       |
| Em Cima da Hora                       | Lico Monteiro          |
| Unidos das Vargens                    | Léo Guimarães          |
| Unidos do Cabuçu                      | Marcelo Rodrigues      |
| Unidos do Jacarezinho                 | Aílton Santos          |
| Lins Imperial                         | Rafael Tinguinha       |
| Vizinha Faladeira                     | Anderson Bala          |
| Acadêmicos do Engenho da Rainha       | Lucas Donato           |
| União do Parque Curicica              | Ronaldo Yllê           |
| Série C                               |                        |
| Piste                                 | Interprète             |
| École                                 |                        |
| Arranco                               | Léo Simpatia           |
| Caprichosos de Pilares                | Tem-Tem Jr             |
| Rosa de Ouro                          | Xanddy                 |
| Boca de Siri                          | Alexandre D'Mendes     |
| Sereno de Campo Grande                | Carlinhos Piloto       |
| Unidos da Vila Kennedy                | Sandro Motta           |
| Unidos de Lucas                       | David do Pandeiro      |
| Leão de Nova Iguaçu                   | Bico Doce              |
| Império da Uva                        | Charles Silva          |
| União de Maricá                       | Matheus Gaúcho         |
| Favo de Acari                         | Sandro Jr              |
| Difícil é o Nome                      | Sidney de Pilares      |
| Unidos da Vila Santa Tereza           | Gabriel Chocolate      |
| Mocidade Unida do Santa Marta         | Digão                  |
| Série D                               |                        |
| Piste                                 | Interprète             |
| École                                 |                        |
| Corações Unidos do Amarelinho         | Diogo Samuel           |
| Unidos de Cosmos                      | Fabrício Alves         |
| Império Ricardense                    | Edinho Gomes           |
| Acadêmicos da Abolição                | Raphael Krek           |
| Mocidade Independente de Inhaúma      | Lid Souza              |
| Alegria do Vilar                      | Beiço Rosa             |
| Chatuba de Mesquita                   | Glório                 |
| Tupy de Brás de Pina                  | Clebinho Show          |
| Unidos da Villa Rica                  | Mário Sérgio Hugo      |
| Coroado de Jacarepaguá                | Rogerinho              |
| Arrastão de Cascadura                 | Português              |
| União de Jacarepaguá                  | Tuninho Azevedo        |
| Acadêmicos de Madureira               | Felipe Silva           |
| Flor da Mina do Andaraí               | Eduardo Dias           |
| Série E                               |                        |
| Piste                                 | Interprète             |
| École                                 |                        |
| União de Vaz Lobo                     | Jorge Butina           |
| Independente da Praça da Bandeira     | Charles Silva          |
| Mocidade Unida da Cidade de Deus      | Bianca Barcellos       |
| Independentes de Olaria               | Rodrigo Santos         |
| Boêmios de Inhaúma                    | Marquinho 10           |
| Gato de Bonsucesso                    | Mangueira              |
| Acadêmicos do Dendê                   | Ed Lima                |
| União de Campo Grande                 | Valmir Raiz            |
| Embalo do Engenho Novo                | Carlão de Quintino     |
| Império de Petrópolis                 | Negô                   |
| Império Gonçalense                    | Jhonatan Foka          |
| Arrasta Povo                          | Felipe Silva           |
| Acadêmicos do Jardim Redentor         | Leandro Alegria        |
| Unidos de Manguinhos                  | Humberto Oliveira      |
| Feitiço do Rio                        | Thiago Acácio          |
| Mensageiros da Paz                    | Ronaldo Boro           |
| Nação Insulana                        | Nélio Marins           |
| Colibri                               | Marcus Pacífico        |
| Mocidade de Vicente de Carvalho       | Dayvison Costa         |